# Duca di Lancaster
Duca di Lancaster (in inglese: Duke of Lancaster) è un titolo nobiliare appartenente alla parìa d'Inghilterra e che prende il nome dal ducato omonimo. Il titolo, che si estinse con l'ultimo sovrano del casato dei Lancaster, è tradizionalmente accordato al sovrano britannico.
Nella storia il titolo di duca di Lancaster è stato creato tre volte.

## Storia

### Duca di Lancaster

#### Prima creazione (1351)
La prima creazione risale al 1351 per Enrico Plantageneto, IV conte di Lancaster. Il titolo si estinse con la morte del duca.
| Immagine | Nome                | Nascita    | Consorte             | Inizio della detenzione del titolo | Morte         | Note | Blasone           |
| -------- | ------------------- | ---------- | -------------------- | ---------------------------------- | ------------- | --- | ----------------- |
|          | Enrico Plantageneto | 1310 circa | Isabella di Beaumont | 1351                               | 23 marzo 1361 | Figlio di Enrico Plantageneto, III conte di Lancaster, diventò Conte di Leicester il 22 settembre 1345. | Blasone di Enrico |

#### Seconda creazione (1362)
La seconda creazione è del 13 novembre 1362, per Giovanni Plantageneto, I conte di Richmond, che era il genero del duca precedente e quarto figlio di Edoardo III. Giovanni sposò Bianca di Lancaster, VI contessa di Lancaster, figlia del duca della prima creazione. Quando questi morì 4 febbraio 1399, il titolo passò al figlio Enrico di Bolingbroke, I duca di Hereford, nello stesso anno il secondo duca usurpò il trono d'Inghilterra strappandolo a Riccardo II, divenne sovrano con il nome di Enrico IV e il titolo ducale confluì nei titoli reali.
| Immagine                                                                                      | Nome                  | Nascita       | Consorte                                                                                         | Inizio della detenzione del titolo | Morte           | Note                                                | Blasone             |
| --------------------------------------------------------------------------------------------- | --------------------- | ------------- | ------------------------------------------------------------------------------------------------ | ---------------------------------- | --------------- | --------------------------------------------------- | ------------------- |
|                                                                                               | Giovanni Plantageneto | 6 marzo 1340  | Bianca di Lancaster (1359-1368); Costanza di Castiglia (1371-1394); Caterina Swynford (13961399) | 13 novembre 1362                   | 3 febbraio 1399 | Quarto figlio maschio di Edoardo III d'Inghilterra. | Blasone di Giovanni |
|                                                                                               | Enrico Plantageneto   | 3 aprile 1367 | Maria di Bohun (1381-1394); Giovanna di Navarra (1403-1413)                                      | 3 febbraio 1399                    | 20 marzo 1413   | Figlio quartogenito del duca di Lancaster.          |                     |
| Enrico divenne re il 30 settembre 1399 con il nome di Enrico IV; il titolo tornò alla Corona. |                       |               |                                                                                                  |                                    |                 |                                                     |                     |

#### Terza creazione (1399)
La terza creazione avvenne il 10 novembre 1399, per Enrico di Monmouth, Principe di Galles, figlio maggiore del nuovo sovrano, in precedenza duca di Lancaster. 
| Immagine                                                                         | Nome                | Nascita                      | Consorte           | Inizio della detenzione del titolo | Morte          | Note                                           | Blasone |
| -------------------------------------------------------------------------------- | ------------------- | ---------------------------- | ------------------ | ---------------------------------- | -------------- | ---------------------------------------------- | ------- |
|                                                                                  | Enrico Plantageneto | 9 agosto o 16 settembre 1387 | Caterina di Valois | 10 novembre 1399                   | 31 agosto 1422 | Figlio primogenito di Enrico IV d'Inghilterra. |         |
| Enrico divenne re nel 1413 con il nome di Enrico V; il titolo tornò alla Corona. |                     |                              |                    |                                    |                |                                                |         |

## Ducato di Lancaster
Contrariamente al titolo il Ducato di Lancaster esiste tuttora come entità territoriale separata dai possedimenti della corona i cui profitti vengono conferiti al monarca. Nonostante lo statuto della seconda creazione stabilisse la trasmissione del titolo ai soli eredi maschi Giorgio V autorizzò l'utilizzo del titolo di duca di Lancaster per il sovrano indipendentemente dal genere, il titolo viene utilizzato in eventi formali collegati con il ducato di Lancaster, ad esempio quelli dei reggimenti del Lancaster, per il cosiddetto Loyal Toast (il primo brindisi abitualmente dedicato al sovrano) nel quale viene utilizzata la formula "The King, Duke of Lancaster".